# أوفه مالمبيرغ
أوفه مالمبيرغ (بالسويدية: Ove Malmberg)‏ هو لاعب هوكي الجليد سويدي، ولد في 17 مايو 1933 في ستوكهولم في السويد.

## وصلات خارجية
- أوفه مالمبيرغ على موقع EliteProspects.com (الإنجليزية)
- أوفه مالمبيرغ على موقع أوليمبيديا (الإنجليزية)
- أوفه مالمبيرغ على موقع اللجنة الأولمبية السويدية (السويدية)